# Mike Scott (cestista 1986)
Michael Anthony Scott (Indianapolis, 13 marzo 1986) è un ex cestista statunitense, professionista in Europa.

## Palmarès
- Coppa di Serbia: 1

Stella Rossa Belgrado: 2013